# GKN Driveline Köping
GKN Driveline Köping AB är en tillverkare av system för fyrhjulsdrift. 
GKN i Köping har en lång historia, företaget grundades 1856 som Köpings mekaniska verkstad och började under tidigt 1900-tal att utveckla avancerade kuggar till växellådor. År 1996 tog man fram de första systemen för fyrhjulsdrift, och sedan dess har företaget tillverkat sådana system. Bland kunderna märks Volvo, Landrover, Ford och BMW. 
Företaget, som fram till 2004 ägdes av Volvo Personvagnar AB, hette under åren 2004-2011 hette Getrag All Wheel Drive AB och ägdes då av tyska Getrag-koncernen, amerikanska Dana-koncernen och Volvo Personvagnar AB.
I juli 2011 inleddes en försäljning av axeldivisionen inom Getragkoncernen, dåvarande Getrag All Wheel Drive i Köping, till GKN Group. Försäljningen var klar i oktober 2011. Företaget bytte samma år namn till GKN Driveline Köping AB.
I oktober 2024 aviserade företaget att man planerade för att verksamheten i Köping skulle avvecklas och att fackliga förhandlingar skulle inledas. Som orsak uppgav företaget att man sett en minskad efterfrågan på anläggningens produkter, bland annat på grund av omställningen till elfordon. Stängningen beräknades vara klar under 2026.